# Jules Babick
Jules Nicolas André Babick (Polonia, 29 giugno 1820 – Ginevra, 14 giugno 1902) è stato un chimico e attivista polacco.
Fu una personalità della Comune di Parigi.

## Biografia
Profumiere e chimico, nel 1867 fondò con Marguerite Tinayre e il fratello di questa, Antoine Guerrier, suoi cognati, la cooperativa saint-simoniana Societé des équitables de Paris, aderì alla massoneria e alla Prima Internazionale. Tra i firmatari dell'Affiche rouge, il manifesto con il quale il 6 gennaio 1871 si chiedeva la costituzione della Comune, il 26 marzo fu eletto al Consiglio della Comune.
Membro della Commissione giustizia e poi della Commissione servizi, alla caduta della Comune fuggì a Ginevra dove esercitò svariati mestieri, dall'insegnante di scacchi al magnetizzatore, e fondò la religione «fusionista».